# Mikroszekundum
A mikroszekundum a másodperc egy milliomod része (10−6 s).  Ha lehetőség van rá, jelölése a görög µ jelet felhasználva: µs jellel történik, ennek hiányában kis us betűkkel[forrás?].
Egy mikroszekundum egyenlő 1000 nanoszekundummal, illetve 1/1000 milliszekundummal.

## Nevezetes értékek
- 1 mikroszekundum - 1 MHz, vagyis 1 x 106 hertz ciklusideje
- 1 mikroszekundum alatt a rádióhullám vagy a fény vákuumban 300 métert tesz meg (ez hullámhosszban középhullámnak felel meg)
- 2 mikroszekundum – a müon részecske élettartama
- 2,68 mikroszekundum – ennyivel rövidült meg a Föld körbefordulási ideje, vagyis a nap hossza a 2004-es, Indiai-óceánon történt földrengés hatására.[1]
- 3,33564095 mikroszekundum – ennyi idő alatt a fény vákuumban 1 kilométert tesz meg
- 10 mikroszekundum (μs) – 100 kHz-es frekvencia ciklusideje, a rádióhullám hullámhossza 3 km
- 20,8 mikroszekundum – a digitális audiofelvételeknél alkalmazott 48 000 minta/s ciklusideje
- 22,7 mikroszekundum – CD audiofelvételnél alkalmazott ciklusidő (44 100 minta/s)
- 38 mikroszekundum – az általános relativitáselméletből következő eltérés a föld felszínén és a GPS műholdakon lévő atomóra között, naponta (ezt az eltérést az időjelek sugárzásánál figyelembe veszik)[2]
- 100 mikroszekundum (0,1 ms) – 10 kHz-es frekvencia ciklusideje
- 240 mikroszekundum – kopernícium-277 felezési ideje